# Rosa 'Ramón Bach'
'Ramón Bach' (el nombre de la obtención registrada 'Ramón Bach'), es un cultivar de rosa que fue conseguido en España en 1938 por el rosalista catalán P. Dot.

## Descripción
'Ramón Bach' es una rosa moderna cultivar del grupo Híbrido de té.
El cultivar procede del cruce de 'Luis Brinas' x 'Condesa de Sástago'.
Las formas arbustivas del cultivar tienen porte erguido y alcanza de 100 cm de alto. Las hojas son de color verde oscuro y brillantes.
Sus delicadas flores de color mezcla de naranjas y albaricoque, bordes ligeros, reverso de color amarillo dorado. Fuerte fragancia frutal. hasta 80 pétalos. Grandes, muy completos (41 + pétalos), forma de la flor globular. 
Primavera o verano son las épocas de máxima floración, si se le hacen podas más tarde tiene después floraciones dispersas.

## Origen
El cultivar fue desarrollado en España por el prolífico rosalista catalán P. Dot en 1938. 'Ramón Bach' es una rosa híbrida diploide con ascendentes parentales de 'Luis Brinas' x 'Condesa de Sástago'.
La obtención fue registrada bajo el nombre cultivar de 'Ramón Bach' por P. Dot en 1938 y se le dio el nombre comercial de 'Ramón Bach'.

## Cultivo
Aunque las plantas están generalmente libres de enfermedades, es posible que sufran de punto negro en climas más húmedos o en situaciones donde la circulación de aire es limitada.
Las plantas toleran la sombra, a pesar de que se desarrollan mejor a pleno sol. En América del Norte son capaces de ser cultivadas en USDA Hardiness Zones 7b a 10b.
Introducida en los Estados Unidos con la patente "United States - Patent No: PP 366".